# إيفا نافارو (لاعبة كرة قدم)
إيفا ماريا نافارو غارسيا (من مواليد 27 يناير 2001) هي لاعبة كرة قدم إسبانية محترفة تلعب كمهاجمة مع نادي أتلتيكو مدريد والمنتخب الإسباني للسيدات.

## مسيرتها الكروية

### البدايات
بدأت إيفا لعب كرة الصالات مع نادي هيسبانيا يكلا المحلي قبل أن تنتقل للعب كرة القدم مع نادي بينوسو في مدينة أليكانتي القريبة. في عام 2015، وقعت نافارو مع سبورتينغ بلازا دي أرجيل، حيث ظهرت لأول مرة في دوري الدرجة الثانية. أثناء وجودها في النادي، ساعدت نافارو النادي في الوصول إلى تصفيات الصعود في موسمي 2016–17 و2017–18.

### ليفانتي
في 26 يونيو 2018، وقّعت نافارو مع نادي ليفانتي. في 9 سبتمبر 2018، ظهرت لأول مرة مع النادي كبديلة في الدقيقة 61 في المباراة الأولى في الموسم التي انتهت بالفوز 1–0 على رايو فاليكانو. في 22 ديسمبر 2018، سجلت هدفها الأول مع ليفانتي في المباراة التي انتهت بالهزيمة 4–2 أمام لوغرونيو.
في أغسطس 2020،  جدّدت نافارو تعاقدها لمدة عام واحد في ليفانتي. وفي مارس 2021، خضعت لعملية جراحية بسبب إصابة في الرباط الصليبي في ركبتها اليسرى في نهاية الموسم. بعد أن عادت شاركت كبديلة في الدقيقة 68 من مباراة الدوري ضد سبورتنج دي هويلفا في 31 أكتوبر 2021. شاركت نافارو في سبع مباريات قبل أن تُصاب بتمزق في الرباط الصليبي مرة أخرى في مباراة يوم 19 ديسمبر 2021. لم تعد خلال الموسم، وفي 9 يونيو 2022، أعلنت أنها ستغادر بعد انتهاء عقدها.

### أتلتيكو مدريد
في 7 يوليو 2022، وقّعت نافارو عقدًا لمدة عام واحد مع أتلتيكو مدريد. ظهرت للمرة الأولى مع النادي في ديسمبر 2022 بعد أن تعافت من الإصابة، وفي مايو 2023 ظهرت في نهائي كأس الملك 2023 (وسجلت في ركلات الترجيح) ليُحقق أتلتيكو اللقب.

## مسيرتها الدولية

### الشباب
مثلت نافارو إسبانيا في الفئات العمرية أقل من 17 سنة وتحت 19 سنة وتحت 20 سنة بما في ذلك ست بطولات كبرى للشباب: ثلاث نسخ من بطولة أوروبا للسيدات تحت 17 سنة ( 2016 و 2017 و 2018 )، ونسختين من كأس العالم للسيدات تحت 17 سنة (2016) و2018)، وبطولة أوروبا للسيدات تحت 19 سنة 2019 وكأس العالم للسيدات تحت 20 سنة 2018.
في 21 مايو 2018، سجلت نافارو كلا الهدفين في الفوز 2–0 على ألمانيا في نهائي بطولة أوروبا للسيدات تحت 17 سنة 2018. حصلت على المركز الثاني في قائمة الهدافين برصيد 6 أهداف وتم اختيارها ضمن تشكيلة البطولة. في أغسطس، تم استدعاء نافارو إلى تشكيلة إسبانيا لكأس العالم للسيدات تحت 20 سنة 2018 عندما كانت تبلغ من العمر 17 عامًا، ولعبت في جميع المباريات الست حيث خسرت إسبانيا في النهائي أمام اليابان. في ديسمبر 2018، عادت نافارو إلى منتخب إسبانيا تحت 17 سنة للمنافسة في ثالث بطولة كبرى لها في نفس العام، وسافرت إلى أوروغواي للمشاركة في كأس العالم للسيدات تحت 17 سنة 2018. سجلت نافارو هدفين في دور المجموعات وساعدت إسبانيا على الفوز بالبطولة، بفوزها على المكسيك 2–1 في النهائي.

### المنتخب الأول
في 17 مايو 2019، ظهرت نافارو لأول مرة مع المنتخب الأول في المباراة الودية ضد الكاميرون والتي انتهت بالفوز 4–0 حيث حلّت كبديلة في الدقيقة 74 عن إستر غونزاليس. سجلت هدفها الأول في 27 نوفمبر 2020 في الفوز 10–0 في على مولدوفا خلال تصفيات بطولة أمم أوروبا للسيدات 2022.

## الإحصائيات

### النادي
اعتبارا 7 يوليو 2022
| النادي        | الموسم  | الدوري        | الدوري | الدوري  | الكأس  | الكأس   | قاريا  | قاريا   | أخرى   | أخرى    | المجموع | المجموع |
| النادي        | الموسم  | الدرجة        | الظهور | الأهداف | الظهور | الأهداف | الظهور | الأهداف | الظهور | الأهداف | الظهور  | الأهداف |
| ------------- | ------- | ------------- | ------ | ------- | ------ | ------- | ------ | ------- | ------ | ------- | ------- | ------- |
| ليفانتي       | 2018–19 | الدرجة الأولى | 22     | 1       | 1      | 0       | —      | —       | 0      | 0       | 23      | 1       |
| ليفانتي       | 2019–20 | الدرجة الأولى | 20     | 8       | 1      | 0       | —      | —       | 1      | 0       | 22      | 8       |
| ليفانتي       | 2020–21 | الدرجة الأولى | 17     | 3       | 0      | 0       | —      | —       | 2      | 1       | 19      | 4       |
| ليفانتي       | 2021–22 | الدرجة الأولى | 7      | 0       | 0      | 0       | 0      | 0       | 0      | 0       | 7       | 0       |
| ليفانتي       | المجموع | المجموع       | 66     | 12      | 2      | 0       | 0      | 0       | 3      | 1       | 70      | 13      |
| أتلتيكو مدريد | 2022–23 | الدرجة الأولى | 0      | 0       | 0      | 0       | —      | —       | 0      | 0       | 0       | 0       |
| المجموع       | المجموع | المجموع       | 66     | 12      | 2      | 0       | 0      | 0       | 3      | 1       | 70      | 13      |

1. ↑  تشمل كأس الملكة
2. ↑  في السوبر الإسباني
3. ↑  في السوبر الإسباني

### دوليا
الإحصائيات دقيقة اعتبارًا من المباراة التي لعبت في 23 فبراير 2021.
| إسبانيا | إسبانيا | إسبانيا |
| السنة   | الظهور  | الأهداف |
| ------- | ------- | ------- |
| 2019    | 2       | 0       |
| 2020    | 1       | 1       |
| 2021    | 2       | 1       |
| المجموع | 5       | 2       |

### الأهداف الدولية
اعتبارًا من المباراة التي لعبت في 18 فبراير 2021. نتائج إسبانيا مُدرجة أولاً، ويشير عمود الهدف إلى النتيجة بعد كل هدف سجلته نافارو.
| #. | الظهور | التاريخ        | المكان                                   | الخصم    | الهدف | النتيجة | المسابقة                             |
| -- | ------ | -------------- | ---------------------------------------- | -------- | ----- | ------- | ------------------------------------ |
| 1  | 3      | 27 نوفمبر 2020 | لا سيوداد ديل فوتبول، لاس روزاس، إسبانيا | مولدوفا  | 9–0   | 10–0    | تصفيات بطولة أمم أوروبا للسيدات 2022 |
| 2  | 4      | 18 فبراير 2021 | ملعب شفا، باكو، أذربيجان                 | أذربيجان | 9–0   | 13–0    | تصفيات بطولة أمم أوروبا للسيدات 2022 |
| 3  | 14     | 22 سبتمبر 2023 | غاملا أوليفي، غوتنبرغ، السويد            | السويد   | 2–1   | 3–2     | دوري الأمم الأوروبية للسيدات 2023–24 |

## الإنجازات

### إسبانيا
- كأس العالم للسيدات: 2023
- بطولة أمم أوروبا تحت 17 سنة للسيدات: 2018[12]
- كأس العالم للسيدات تحت 17 سنة: 2018[4]
- كأس العالم للسيدات تحت 20 سنة: 2018[4]

### الفردية
- تشكيلة بطولة أوروبا للسيدات تحت 17 سنة 2018[15]